# Fobia (film 1967)
Fobia – polska kombinowana (łącząca animację z grą aktorską) groteska filmowa z 1967 roku w reżyserii Juliana Antonisza, debiutanckie dzieło reżysera.

## Fabuła
Ewaryst Dobdziak to pretensjonalny artysta, którego twórcza pasja dawno już wygasła. Znudzony rutyną i własnymi nieudanymi płótnami, pakuje się do czerwonego kabrioletu i ucieka z miasta w poszukiwaniu utraconego natchnienia.
Morze, gwiazdy, słońce, ptaki – wszystko wydaje się obiecywać powrót inspiracji. Lecz rzeczywistość jest bezlitosna: głośny big beat z radia, płacz obcego dziecka, jaskrawe światło latarni – każdy dźwięk i błysk przypomina mu o porażce. Jeszcze gorzej jest ze wspomnieniami. W głowie ciągle słyszy szyderczy śmiech żony Korduli, która już dawno przestała wierzyć w jego talent i znalazła pocieszenie w ramionach kochanka.
Tymczasem w telewizji pojawiają się pierwsze komunikaty o zaginięciu Fobiana, a po chwili na ekranie pojawia się załamana Kordula, błagająca o pomoc w odnalezieniu męża.

## Produkcja
Fobia była samodzielnym debiutem Antonisza, zrealizowanym w ramach krakowskiego oddziału Studia Miniatur Filmowych. Właśnie w tym dziele Antonisz opracował metodę animacji non-camerowej, tworzonej bezpośrednio na taśmie bez użycia kamery – poprzez rysowanie, drapanie czy malowanie na materiale filmowym, a następnie wzbogacanej o elementy aktorskie, rysunkowe i wycinankowe oraz ujęcia dokumentujące procesy chemiczne.